# Michael Kennedy (critico musicale)
George Michael Sinclair Kennedy, CBE (Manchester, 19 febbraio 1926 – 31 dicembre 2014), è stato un biografo, giornalista e musicologo inglese specializzato nella musica classica.

## Biografia
Kennedy nacque a Chorlton-cum-Hardy, sobborgo di Manchester, e frequentò la Berkhamsted School. Il 17 novembre 1941 entrò nell'ufficio di Manchester del Daily Telegraph all'età di 15 anni, come fattorino. Nella sua giovinezza Kennedy fece l'audizione per un ruolo nel musical The Music Man come membro del consiglio scolastico, ma non fu accettato per il ruolo. Ciò portò al suo futuro disgusto per lo stile da negozio di barbiere (una scena del musical) più avanti nella vita, come annotò nell'Oxford Dictionary of Music. Dopo il servizio nella Royal Navy, tornò al Telegraph come assistente al direttore dell'edizione della notte. Iniziò a scrivere critiche musicali per il giornale nel 1948 e venne assunto ufficialmente come critico musicale nel 1950. Lavorò come sotto redattore capo e in seguito redattore del nord del Telegraph dal 1960 al 1986, critico musicale capo aggiunto dal 1986 al 2005 e critico musicale capo del The Sunday Telegraph dal 1989 al 2005. Dal 1971 al 2006 è stato nel consiglio direttivo del Royal Northern College of Music.
Come scrittore, Kennedy aveva un particolare interesse per la tarda musica romantica e per la storia della musica a Manchester dal XIX secolo. Era particolarmente noto per gli studi acuti ed empatici delle opere di Ralph Vaughan Williams (che negli ultimi anni era diventato un carissimo amico), Edward Elgar, Benjamin Britten, Gustav Mahler e Richard Strauss. Kennedy scrisse le biografie di Vaughan Williams, William Walton e di John Barbirolli, con l'autorizzazione rispettivamente degli stessi compositori e della famiglia Barbirolli. È anche noto per aver scritto The Oxford Dictionary of Music, che realizzò mentre era redattore del nord del Telegraph. La sua seconda edizione è stata pubblicata nel 1994.

## Premi ed onorificenze
Kennedy è stato nominato Ufficiale (OBE) dell'Ordine dell'Impero Britannico nel 1981 e Comandante (CBE) nel 1997. Ha ricevuto un dottorato onorario in musica all'Università di Manchester nel 2003. Nel 2005 è stato eletto membro onorario della Royal Philharmonic Society.

## Vita privata
Kennedy è stato sposato due volte. La sua prima moglie fu Eslyn Durdle, che soffrì di sclerosi multipla per circa cinquant'anni. Il loro matrimonio è durato dal 1947 fino alla sua morte nel 1999. La sua seconda moglie era Joyce Bourne, un medico che Kennedy aveva incontrato nel 1976. Eslyn accettò Joyce e gli chiese solo che continuasse a prendersi cura di lei. Lui lo fece per altri 23 anni, sposando Joyce solo dopo la morte di Eslyn nel 1999..  Il loro matrimonio è durato fino alla morte di Kennedy. La Bourne, che gli è sopravvissuta, è stata in seguito redattrice associata di Kennedy per le sue varie edizioni dell'Oxford Dictionary of Music.

## Opere
- The Hallé Tradition (1960)
- The Works of Ralph Vaughan Williams (1964)
- Portrait of Elgar (1968)
- Elgar Orchestral Music (1970)
- Portrait of Manchester (1970)
- Barbirolli (1971)
- The History of the Royal Manchester College of Music, 1893–1972 (1971)
- The Autobiography of Charles Hallé, with Correspondence and Diaries (1972) [Edited by Michael Kennedy]
- Mahler (1974)
- Richard Strauss (1976)
- The Concise Oxford Dictionary of Music (1980) [Several times revised, expanded and retitled]
- Britten (1981)
- Strauss Tone Poems (1984)
- Adrian Boult (1987)
- Portrait of Walton (1989)
- Buxton Festival, 1979–1988 (1989)
- Music Enriches All (1994)
- Who's Who in Opera (1998) [By Joyce Bourne; consultant editor Michael Kennedy]
- Richard Strauss: Man, Musician, Enigma (1999)
- Buxton: An English Festival (2004)
- The Life of Elgar (2004)